# José Freyre Rodríguez
José Freyre Rodríguez (Lima, 1782-1842), abogado, magistrado, político y catedrático universitario peruano. Fue presidente de la Convención Nacional o Congreso Constituyente en 1833.

## Biografía
Hijo de Juan Freyre y Josefa Rodríguez. Fue bautizado el 19 de abril de 1792, en la Parroquia de San Lázaro, en Lima. Estudió en el Real Convictorio de San Carlos, regido entonces por el célebre Toribio Rodríguez de Mendoza bajo cuyo influjo se compenetró con las ideas de la Ilustración. Se graduó de bachiller en Artes y en Sagrados Cánones. En ese mismo centro de estudios dictó los cursos de Filosofía, Matemáticas y Teología; y llegó a ser vicerrector (1810-1814).
Entre 1810 y 1814 realizó su práctica forense en el estudio de José Ramón de Estolaza. Se recibió de abogado el 13 de enero de 1817. Fue catedrático de Filosofía y Matemáticas en la Universidad Mayor de San Marcos, hasta 1821.
El 12 de abril de 1812 se casó con Rosa Santa Cruz Rodríguez en el Sagrario de la Catedral de Lima.
Partidario de la causa independentista, fue uno de los primeros firmantes del Acta de la Declaración de la Independencia del Perú, que se llevó a cabo el 15 de julio de 1821. Fue elegido regidor del cabildo de Lima.
Bajo el protectorado de José de San Martín formó parte de la comisión encargada de redactar el proyecto de Constitución y organizar el primer congreso constituyente. A su vez, la Municipalidad de Lima le designó como miembro de la Junta Conservadora de la Libertad de Imprenta. Simultáneamente fue asesor de la presidencia o prefectura del departamento de Lima (1822).
Elegido diputado suplente por Puno, no pudo concurrir al Primer Congreso Constituyente del Perú, primero por problemas familiares y luego porque debió asumir la prefectura interina del departamento de Lima. Tras la caída del presidente José de la Riva Agüero, fue desterrado a Guayaquil, acusado de ser colaborador de dicho mandatario (1823). Regresó poco después y fue elegido senador por el departamento de Lima en 1829 y 1832 durante el primer gobierno del Mariscal Agustín Gamarra. Ejerció como secretario del Senado y formó parte del Consejo de Estado, bajo el primer gobierno de Agustín Gamarra (1832).
En 1833 fue elegido diputado por Lima ante la Convención Nacional, cuya presidencia ejerció de octubre a noviembre de 1833. Fue en ese Congreso, dominado por los liberales, donde se decidió la elección del general Luis José de Orbegoso como presidente del Perú.
En junio de 1836 fue nombrado vocal de la Corte Suprema de Justicia. Bajo el gobierno de la Confederación Perú-Boliviana fue miembro de la Junta de Beneficencia y fue investido como oficial de la Legión de Honor creada por el protector Andrés de Santa Cruz. Falleció en Lima, algunos años después de la caída de la Confederación.